# 王荣 (1958年)
王荣（1958年4月—），江苏滨海人，中华人民共和国政治人物、中国共产党党员。其在南京农学院（1984年更名为南京农业大学）农经系的农业经济管理专业完成了本硕博学位的学习。曾任江苏省教育厅厅长、无锡市人民政府市长、中共无锡市委书记、中共江苏省委常委、中共苏州市委书记、中共深圳市委副书记、市人民政府代理市长、中共深圳市委书记、广东省政协主席等职。是中国共产党第十七届、十八届中央委员会候补委员。

## 生平

### 早年和江苏省
王荣于1975年至1978年间参加了滨海县天场公社的插队劳动，并于1976年加入中国共产党。两年后考入南京农学院（1984年更名为南京农业大学）农经系农业经济管理专业，在该校完成了本硕博学业，并分别于1982年、1985年和1988年获得学士、硕士和博士研究生学位。成为中国大陆第一位农业经济博士。
王荣博士毕业后留校任教，于1989年至1990年间任南京农业大学经贸学院副院长。1990年调任南京农业大学校长助理，并在1991年获国家公派留学资助，以高级访问学者身份赴荷兰蒂尔堡大学进修并合作研究。1992年兼任校长办公室主任。1994年任副校长。
1997年，王荣离开南京农业大学。调任江苏省农业科学院院长、党委副书记。1999年兼任任江苏省农林厅副厅长、党组副书记。2000年转任江苏省教育厅厅长、党组书记兼江苏省委教育工委书记。
2001年，王荣空降地方，出任中共无锡市委副书记、代市长。2002年任无锡市人民政府市长。2003年，升任无锡市委书记。2004年调任中共江苏省委常委、苏州市委书记，接替升任中共吉林省委副书记、省长候选人的王珉。

### 广东省
2009年6月，王荣调任至深圳市，任中共广东省委常委兼深圳市委副书记。同月任深圳市人民政府代市长，接替此前落马的许宗衡。2010年4月任深圳市委书记。2010年6月5日不再兼任深圳市代市长，由许勤接替。
2015年2月10日，王荣当选政协十一届广东省委员会主席，晋升正部级。同年3月26日不再担任广东省委常委、深圳市委书记职务。
2023年1月13日，王荣卸任广东省政协主席一职，由林克庆接替。同年3月13日担任中国人民政治协商会议第十四届全国委员会港澳台侨委员会副主任。